# Discworld Noir
Discworld Noir est un jeu vidéo d'aventure basé sur l'univers du Disque-monde de Terry Pratchett, et scénarisé par Chris Bateman. Il est sorti en 1999 sur Windows et PlayStation.

## Synopsis
Lewton, seul et unique privé d'Ankh-Morpork est engagé par la mystérieuse Carlotta von Überwald pour retrouver la trace de l'amant de celle-ci, Mundy, qui a disparu.

## Dimension parodique
Discworld Noir contient de nombreuses allusions à des classiques du roman et du film noir.
Tandis que Chris Bateman souhaitait s'appuyer sur le roman Pyramides de Terry Pratchett, Gregg Barnett, directeur sur la trilogie du Discworld, l'a incité à lire les oeuvres de Raymond Chandler et Dashiell Hammett, auteurs emblématiques du genre noir, ainsi qu'a visionner leurs pendants cinématographiques. Parmi ces inspirations adaptées au cinéma peuvent être citées Le Faucon de Malte, Adieu, Ma Belle, ou encore Le Grand Sommeil.
Le retour de la petite amie de Lewton au début du jeu, Ilsa, s'inspire sans voile du film Casablanca.
La dernière partie du jeu vidéo prend toutefois une tournure distinctement lovecraftienne.
L'un des personnages, Malaclypse, prêtre de la Déesse des malentendus, est une référence au Discordianisme : en effet Malaclypse the Younger est l'un des auteurs des Principia Discordia.

## Accueil
Le jeu a reçu une note de 4/5 sur Adventure Gamers.